# Agriphila aeneociliella
Agriphila aeneociliella är en fjärilsart som beskrevs av Eduard Friedrich Eversmann 1844. Enligt Catalogue of Life ingår Agriphila aeneociliella i släktet Agriphila och familjen Crambidae, men enligt Dyntaxa är tillhörigheten istället släktet Agriphila och familjen mott. Arten har ej påträffats i Sverige. Inga underarter finns listade i Catalogue of Life.